# موز نسيجي
موز نسيجي (الاسم العلمي: Musa textilis) أو الأبق (بالإسبانية: Abacá)‏ ويسمى أيضاً قنب مانيلا (بالإنجليزية: Manila hemp)‏ هو نوع من النباتات يتبع جنس الموز من الفصيلة الموزية.